# Torsten Wiesel
Torsten Nils Wiesel (Uppsala, 3 de junho de 1924) é um médico e neurobiologista sueco.
Partilhou o Nobel de Fisiologia ou Medicina de 1981 com David Hubel e Roger Sperry, pelo seu trabalho no campo do processamento de informação no sistema visual.